# Byromville
Byromville è un comune degli Stati Uniti d'America, situato nello Stato della Georgia, nella Contea di Dooly.